# بلاروس نفت
بلاروس نفت (روسی: Belorusneft) شرکت پالایش نفت بلاروس است، که در سال ۱۹۶۶ تأسیس شد.